# Maxomys inflatus
Maxomys inflatus — вид пацюків (Rattini), ендемік острова Суматра, Індонезія.

## Морфологічна характеристика
Довжина голови й тулуба від 160 до 193 мм, довжина хвоста від 143 до 190 мм, довжина ступні від 37 до 43 мм, довжина вух від 22 до 25 мм. Волосяний покрив короткий і колючий. Спинні частини коричневі і посипані колючими щетинками. Черевні частини білуваті. Хвіст коротший за голову і тіло, темний зверху і світлий знизу.

## Середовище проживання
Мешкає у вічнозелених тропічних лісах на висоті від 900 до 1500 метрів над рівнем моря.

## Спосіб життя
Це наземний вид.